# Dracochela deprehendor
Famille
Genre
Espèce
Dracochela deprehendor, unique représentant du genre Dracochela et de la famille des Dracochelidae, est une espèce fossile de pseudoscorpions.

## Distribution
Cette espèce a été découverte aux États-Unis dans l'État de New York dans le comté de Schoharie à Gilboa. Elle date du Dévonien.

## Publication originale
- Schawaller, Shear & Bonamo, 1991 : The first Paleozoic pseudoscorpions (Arachnida, Pseudoscorpionida). American Museum Novitates, no 3009, p. 1-17 (texte original) (en).